# Dactylotum
Dactylotum is een geslacht van rechtvleugeligen uit de familie veldsprinkhanen (Acrididae). De wetenschappelijke naam van dit geslacht is voor het eerst geldig gepubliceerd in 1843 door Charpentier.

## Soorten
Het geslacht Dactylotum omvat de volgende soorten:
- Dactylotum bicolor Charpentier, 1843
- Dactylotum corallinum Saussure, 1861